# ナツメ・道楽
『ナツメ・道楽』（ナツメ・どうらく）は、2012年10月7日から2013年3月31日までテレビ朝日で放送されていた情報バラエティ番組で、司会を務めた夏目三久の冠番組である。放送時間は毎週日曜1:15 - 1:45（日本標準時）。全21回。
夏目が行楽スポットなどを紹介するVTRを視聴し、それに対してナレーターと会話しながらコメントするという形で進行していた。

## コーナー
トウキョウワンピース
東京都内にあるスポットや工芸品などを23区ごとに紹介するコーナー。

## 放送局
| 放送対象地域 | 放送局              | 系列           | 放送日時           | 放送開始日     | 備考     |
| ------------ | ------------------- | -------------- | ------------------ | -------------- | -------- |
| 関東広域圏   | テレビ朝日（EX）    | テレビ朝日系列 | 日曜 1:15 - 1:45   | 2012年10月7日  | 制作局   |
| 大分県       | 大分朝日放送（OAB） | テレビ朝日系列 | 火曜 1:20 - 1:50   | 2012年10月30日 | 23日遅れ |
| 日本全域     | テレ朝チャンネル    | CSチャンネル   | 土曜 21:00 - 21:30 | 2012年12月1日  | 56日遅れ |

## スタッフ
番組終了時
- ナレーター：前田綾香、ハセナオ、番組男性スタッフ
- 構成：北本かつら、オグロテツロウ、原木綿子、岡野ぴんこ
- カメラ：山田洋輝（スウィッシュ・ジャパン）
- 音声：中西由香里（スウィッシュ・ジャパン）
- 美術進行：奥田裕美（テレビ朝日クリエイト）
- CG：小林宏嗣
- 音効：加藤つよし、小平英司
- 編集：明官充
- MA：大形省一
- 編成：寿崎和臣
- 宣伝：高橋夏子
- TK：吉条雅美
- デスク：相馬恵美
- 技術協力：東京オフラインセンター
- リサーチ：高木美嘉
- AD：花塚増央、寺島功毅
- ディレクター：藤野義明、近藤貴浩、佐藤誠二
- プロデューサー：三藤豊
- PD：山内智未
- ゼネラルプロデューサー：藤井智久
- 製作著作：テレビ朝日

途中までの参加
- 編成：高橋正輝、吉村周